# Туркенич, Иван Васильевич
Ива́н Васи́льевич Турке́нич (15 января/15 февраля 1920, село Новый Лиман, Богучарский уезд, Воронежская губерния, РСФСР — 14 августа 1944, город Глогув-Малопольски, Жешувский повят, Львовское воеводство, Польша) — офицер РККА, командир и начальник боевого штаба советской подпольной антифашистской комсомольской организации «Молодая гвардия», действовавшей в 1942—1943 годах в оккупированном гитлеровскими войсками городе Краснодоне Ворошиловградской области Украинской ССР во время Великой Отечественной войны. Герой Советского Союза (посмертно, 5 мая 1990).

## Биография

### До войны
Родился 15 февраля 1920 года в селе Новый Лиман Воронежской губернии РСФСР (ныне Петропавловского района Воронежской области России), в шахтёрской семье. Отец — Василий Игнатьевич Туркенич (белорус), шахтёр. Мать — Феона Ивановна (украинка). Сёстры — Валентина и Ольга.
В конце 1920 года семья переехала в город Краснодон, где с 1929 по 1935 годы Иван учился сначала в неполной средней школе, а затем — в средней школе № 1 имени Максима Горького.
С 1935 по 1936 годы в Краснодоне учился на педагогическом рабочем факультете Ворошиловградского государственного педагогического института имени Тараса Шевченко.
В 1937—1938 годах работал наборщиком в типографии краснодонской районной газеты «Социалистическая родина».
В марте 1938 года вступил в ряды ВЛКСМ.
В 1940 году окончил три курса Севастопольского техникума железнодорожного транспорта и был призван в ряды Рабоче-крестьянской Красной армии (РККА).
С 1940 по 1941 годы — курсант Севастопольского военного училища зенитной артиллерии.

### Во время Великой Отечественной войны
В начале Великой Отечественной войны, летом 1941 года, в звании лейтенанта был направлен в распоряжение Уральского военного округа, а затем на курсы командиров миномётных батарей при Артиллерийской академии РККА имени Ф. Э. Дзержинского, дислоцированной с 1941 по 1944 годы в городе Самарканде Узбекской ССР.
В мае 1942 года ушёл на фронт. С июня 1942 года воевал в должности помощника начальника штаба 614-го истребительно-противотанкового артиллерийского полка. В августе 1942 года в одном из боёв на среднем Дону в ходе Сталинградской битвы в составе части попал в окружение, был ранен в правую руку, выходил в одиночку, несколько дней бродил по занятой немцами территории, но у линии фронта, в бессознательном состоянии, был схвачен и доставлен в лагерь военнопленных, где находился пять дней. На шестой день, когда пленных перегоняли на новое место (в сторону Суровикино Сталинградской области), бежал и, обессилевший от голода и усталости, тайно пробрался в оккупированный Краснодон.
В Краснодоне продолжил борьбу с немецкими захватчиками, возглавив боевую деятельность подпольной антифашистской комсомольской организации «Молодая гвардия» по поручению руководителя большевистского подполья Филиппа Петровича Лютикова, хорошо знавшего Ивана и его семью. Был избран командиром этой организации и стал начальником её штаба. С помощью комиссара молодогвардейцев Виктора Третьякевича и членов штаба свёл ранее разрозненные группы молодых подпольщиков Краснодона, Первомайки, Изварино, Семейкино в единый отряд, организованный по боевым пятёркам. В состав организации входило около ста человек, снабжённых оружием, собранным на поле боя и захваченным у оккупантов.
После раскрытия организации СД 2 января 1943 года Туркеничу удалось избежать ареста, скрывшись от полиции: он прятался в Краснодоне до начала февраля. Когда Красная армия подошла к Северскому Донцу, перешёл линию фронта.
14 февраля 1943 года Краснодон был освобождён советскими войсками Юго-Западного фронта в ходе Ворошиловградской операции. Сразу после этого Туркенич вернулся в Краснодон в должности командира миномётной батареи 163-го гвардейского стрелкового полка 54-й гвардейской стрелковой дивизии. С мая 1943 года по февраль 1944 года служил в 473-м артиллерийском полку 33-й стрелковой дивизии помощником начальника штаба полка. С февраля 1944 года находился в распоряжении политотдела 99-й стрелковой Житомирской Краснознамённой ордена Суворова дивизии; участвовал в освобождении Киева, Житомира, Тернополя, Львова. В июне 1944 года был принят в ряды ВКП(б).
13 августа 1944 года во время боёв за польский город Глогув-Малопольски капитан был тяжело ранен и через сутки, 14 августа 1944 года, скончался.
Из воспоминаний Героя Советского Союза Семёна Прокофьевича Серых, однополчанина Ивана Туркенича:

Жители Глогува, наверное, помнят, как мы входили в местечко. Приветствовали нас цветами. А мы везли на повозке тяжелораненого офицера. Преклонного возраста крестьянин, увидев смертельно бледное лицо молодого героя, вытер рукавом слёзы… Когда мы хоронили Туркенича, собрались жители Глогува. Прогремел последний залп. На могиле выросла гора живых цветов и венков…

После войны прах И. Туркенича был перенесён на кладбище советских воинов в польском городе Жешуве. На могиле — надгробная надпись на польском и русском языках: «Герою „Молодой гвардии“ Ивану Туркеничу — граждане Жешувского воеводства».

## Награды

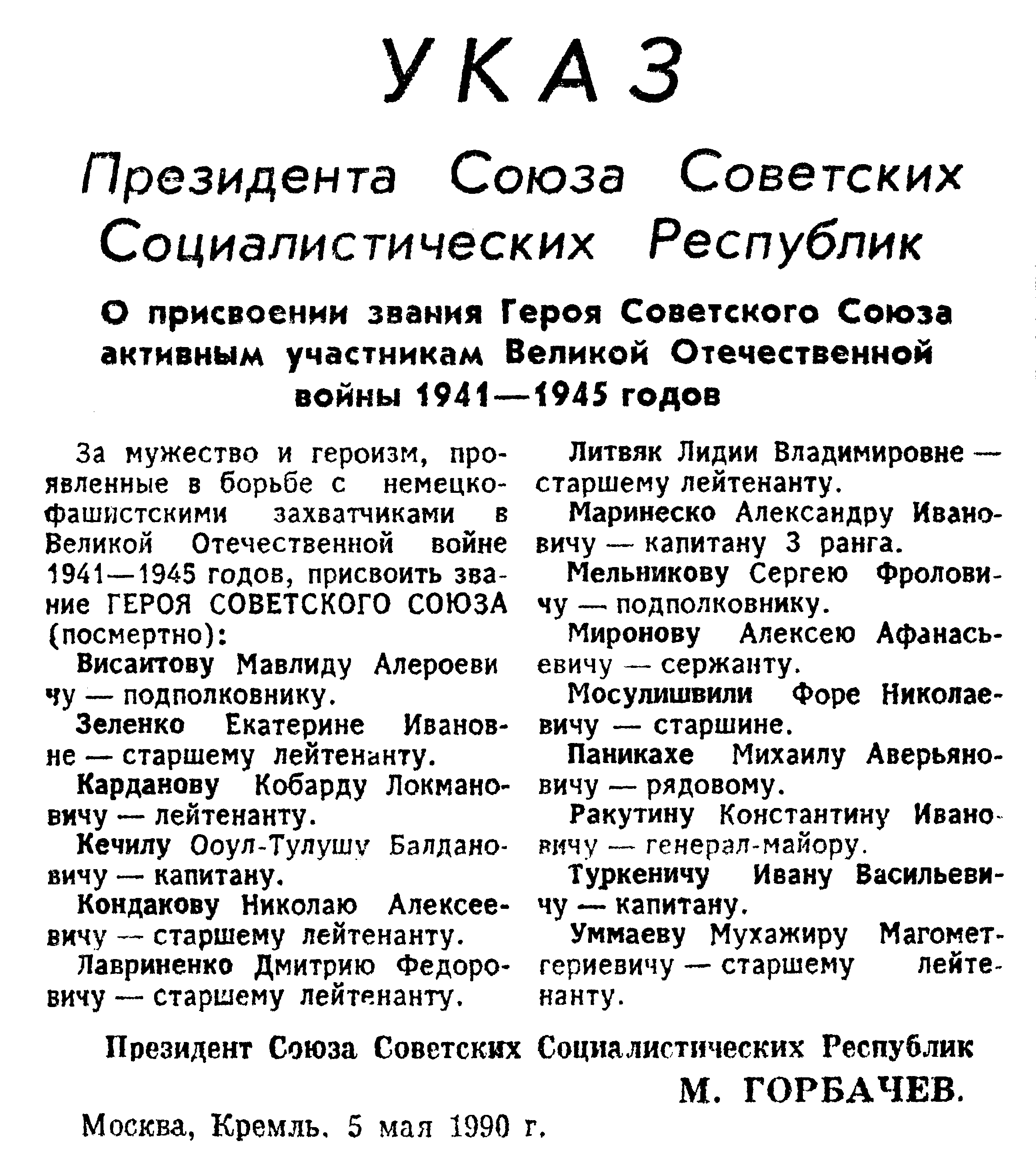
Указ Президента СССР от 5 мая 1990 года о присвоении звания «Героя Советского Союза» капитану И. В. Туркеничу (посмертно).

За мужество и доблесть, проявленные в борьбе с фашистами на фронте и в тылу врага, командир «Молодой гвардии» Иван Васильевич Туркенич награждён орденом Красного Знамени (13 сентября 1943 года) и медалью «Партизану Отечественной войны» I степени (23 сентября 1943 года), посмертно — орденом Отечественной войны I степени (30 декабря 1944 года).
К званию «Героя Советского Союза» Иван Васильевич Туркенич был представлен дважды: в сентябре 1943 года и августе 1944 года. Однако, согласно приказу № 270 от 16 августа 1941 года Ставки Верховного Главнокомандования Красной армии, все военнослужащие, попавшие в плен, объявлялись дезертирами и изменниками, в связи с чем фамилия Туркенича дважды вычеркивалась из списков представленных к награде героев. Лишь сорок шесть лет спустя, «за мужество и героизм, проявленные в борьбе с немецко-фашистскими захватчиками в Великой Отечественной войне 1941—1945 годов», указом Президента СССР М. Горбачёва от 5 мая 1990 года № 114 это высокое звание было присвоено капитану Туркеничу Ивану Васильевичу посмертно.

## Память
- В честь И. В. Туркенича на кладбище советских воинов в польском городе Жешуве, рядом с могилой «Героя „Молодой гвардии“», установлен семиметровый обелиск, на котором на польском и русском языках высечены его имя и фамилия[2][8]. 21 сентября 2019 года на кладбище состоялась торжественная церемония открытия памятника и могилы Ивана Туркенича после реставрации, проводившейся около месяца общественной организацией «Содружество „Курск“» (Польша) при содействии союза соотечественников России в Польше «Галиция». Спонсор и инициатор ремонта — Воронежская региональная общественная организация «Военно-патриотическое объединение „Сила — в единстве“»[12][13].
- Мемориальные доски с именем И. В. Туркенича установлены в Житомирском военном институте имени С. П. Королёва Национального авиационного университета, в Артиллерийской академии РККА имени Ф. Э. Дзержинского, в детском оздоровительном лагере «Артек», в Самаркандском государственном университете[8].

Бюст Ивана Туркенича на Аллее молодогвардейцев в Харькове.

- На Аллее молодогвардейцев в городе Харькове установлен бюст И. В. Туркенича.
- В сквере имени «Молодой гвардии» в городе Луганске установлен бюст И. В. Туркенича[8].

Барельеф Ивана Туркенича на Аллее пионеров-героев (Ульяновск).

- Барельеф Ивана Туркенича на Аллее пионеров-героев (Ульяновск).В Воронеже, Кривом Роге, Краснодоне, Симферополе и Горловке в честь И. В. Туркенича названы улицы.
- В школьном парке села Петропавловка Воронежской области в 2014 году отреставрирован памятник И. В. Туркенича. Изначально средства и бронзу на памятник по инициативе жителей Нового Лимана (где родился будущий Герой), собирали комсомольцы и пионеры не только Петропавловского района, но и всей Воронежской области. Памятник был отлит скульптором Сушковым на Мытищинском заводе и в 1961 году открыт в Петропавловке. Первоначально он стоял на песчаном холме. На открытие памятника приезжала мать Ивана Туркенича — Феона Ивановна и оставшийся в живых молодогвардеец Радий Юркин. В 1967 году памятник перенесли в школьный парк, где он находится по сей день.
- 22 июня 2010 года, в День памяти и скорби, в честь 90-летнего юбилея со дня рождения И. В. Туркенича, под селом Раковичи Житомирской области состоялось открытие памятника герою-молодогвардейцу[14].
- 23 сентября 2017 года почта Луганской Народной Республики (ЛНР) ввела в обращение серию почтовых марок «Молодая гвардия», посвящённую 75-летию образования советской подпольной антифашистской комсомольской организации «Молодая гвардия». На одной из марок серии изображён Иван Туркенич[15].
- В 2015 году барельеф Ивана Туркенича установлен на Аллее пионеров-героев (Ульяновск)[16].
- В 2019 году создан юнармейский отряд имени Ивана Туркенича в МБОУ  СОШ N15 микрорайона Заря городского округа Балашиха Московской области [17].